# Hill City (Dakota del Sud)
Hill City és una població dels Estats Units a l'estat de Dakota del Sud. Segons el cens del 2000 tenia 780 habitants.

## Demografia
Segons el cens del 2000, Hill City tenia 780 habitants, 298 habitatges, i 213 famílies. La densitat de població era de 391,1 habitants per km².
Dels 298 habitatges en un 39,3% hi vivien nens de menys de 18 anys, en un 52,3% hi vivien parelles casades, en un 13,1% dones solteres, i en un 28,2% no eren unitats familiars. En el 24,5% dels habitatges hi vivien persones soles el 7,4% de les quals corresponia a persones de 65 anys o més que vivien soles. El nombre mitjà de persones vivint en cada habitatge era de 2,62 i el nombre mitjà de persones que vivien en cada família era de 3,11.
Per edats la població es repartia de la següent manera: un 31,2% tenia menys de 18 anys, un 7,6% entre 18 i 24, un 30,3% entre 25 i 44, un 20,4% de 45 a 60 i un 10,6% 65 anys o més.
L'edat mediana era de 35 anys. Per cada 100 dones de 18 o més anys hi havia 85,8 homes.
La renda mediana per habitatge era de 32.500 $ i la renda mediana per família de 37.500 $. Els homes tenien una renda mediana de 30.114 $ mentre que les dones 17.000 $. La renda per capita de la població era de 15.789 $. Entorn del 12,5% de les famílies i el 13,7% de la població estaven per davall del llindar de pobresa.

## Poblacions més properes
El següent diagrama mostra les poblacions més properes.